# ゆめタウン長府
ゆめタウン長府（ゆめタウンちょうふ）は、山口県下関市にあるショッピングセンターである。イズミが展開する商業施設「ゆめタウン」の一つ。

## 概要

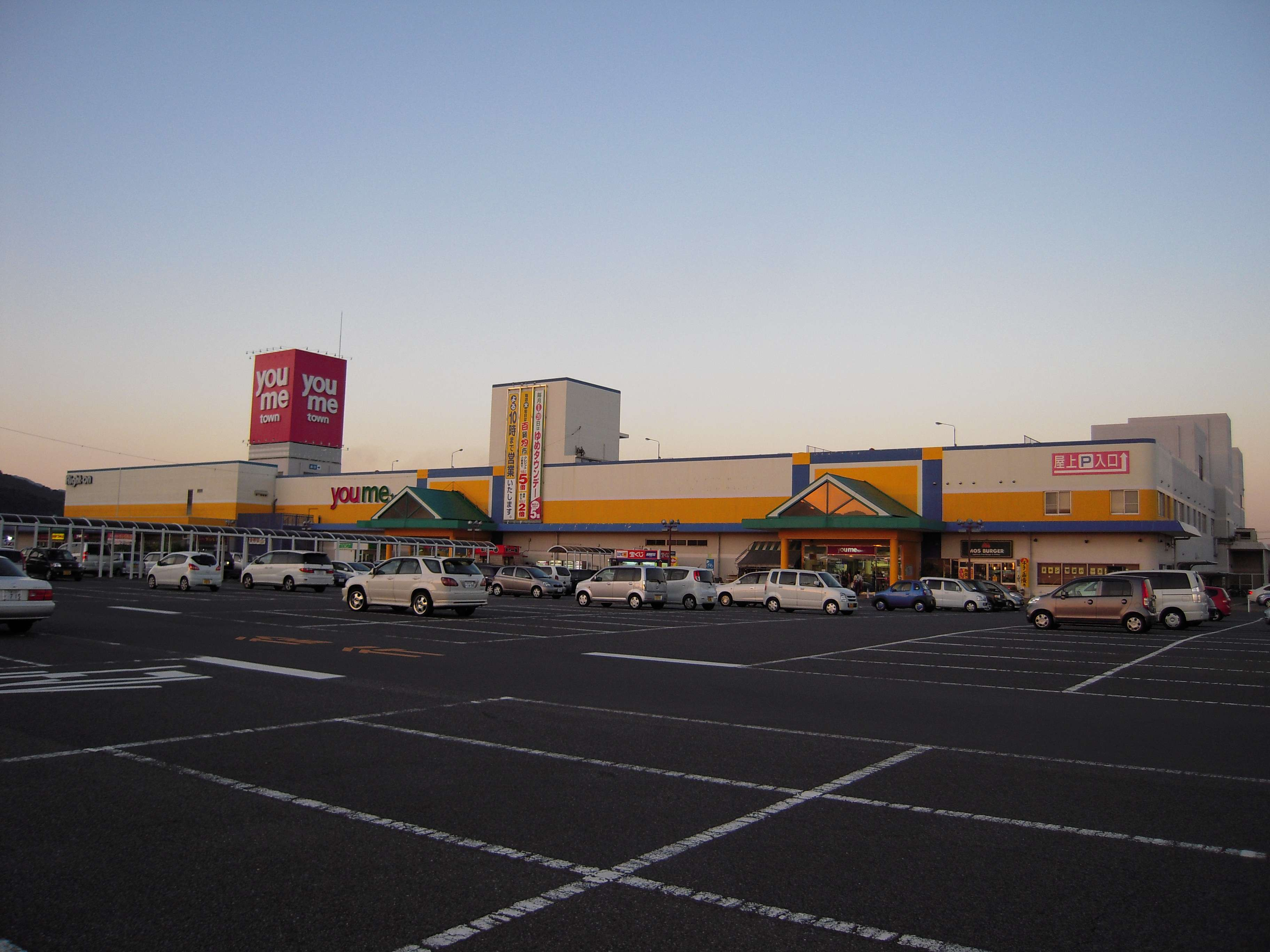
店舗概観（2008年11月14日時点）

下関市東部の長府地区北東部、長府才川にあった塩田跡地に1993年（平成5年）6月24日、開業した。国道2号小月バイパスに面し、近隣の大型ショッピングセンターであるシーモール下関とおのだサンパークの中間地点に位置する立地条件から、下関市東部を中心に北九州市などを含む広域から集客している。
開発主体は地元の長府商店街の店主ら15人が設立した「長府商業開発株式会社」であり、後に核テナントとして出店するイズミが資本参加し同社のグループ会社となった。この経緯から、開業時においては出店テナントの3分の2を地元店舗が占め、長府郵便局の協力のもと簡易郵便局を設置、下関市役所のサテライトオフィスも誘致した（郵便局とサテライトオフィスは後に閉鎖）。
店舗建物は鉄筋コンクリート造2階建て、初期投資額は土地代を含めて96億円で、設計は山下設計、施工は大林組、内装は船場が担当した。無料駐車場は当初平面部のみ1700台にて開業し、設計段階で想定していた屋上の480台分は後にスロープを設置、追加供用した。
後述する経緯（#歴史を参照）から開業時は売場面積1万1545平方メートルであったが翌年から増床を重ね、本館は1万6000平方メートル弱、敷地内店舗の店舗面積を合計すると2万平方メートルを超え、下関市の商業施設ではシーモール下関・ゆめシティに次ぐ規模となっている。大規模小売店舗立地法に基づく届出店舗としては、本館の「ゆめタウン長府」とエディオンなどの別棟「ゆめタウン長府PART2」を別個の施設として届け出ている。

### 「ゆめタウン」の名称・地名との関わり
「ゆめタウン」の名称は、長府商業開発を含め当時イズミと提携していた各地のデベロッパーのオーナー5人と、イズミ社長の山西義政で協議の上、各店の宣伝効果と経費節約を両立するため同一のネーミングを用いることになり、制定されたものである。
地域一番店としてのネーミングを考えるため電通に依頼することになり、同社から出された20数点の案の中から「ユーミータウン」（あなたと私の町）を選定、この英語表記である「you me town」を通称「ゆめタウン」として、末尾に地名をつける形に決定したのが「ゆめタウン」展開の始まりである。
当店の開店時、所在地は「下関市長府才川一丁目815番55号」であったが、下関市に変更を要請し1994年（平成6年）1月10日より全国で初めて店名を町名に冠する「下関市ゆめタウン1番1号」に改められた。町名変更は隣接する王司地区での住居表示に際し長府商業開発から市に要望し、当初は既に住居表示が行われていた長府地区において変更は困難との回答を受けたが、長府才川一丁目が市内でも面積の広い町域であったため分割が認められた。
新町名の案は同社の従業員やイズミの関係者から募集し、「夢町」「古町」「浜町」などの案が集まったが、「あなたと私の町」をつくるという当初の観点に立ち戻り「ゆめタウン」の名称をそのまま市へ提案することに決まった。下関市ではカタカナの町名がないとの指導を受けたが佐世保市のハウステンボス町の事例を根拠に反論して認められ、1993年（平成5年）6月23日に下関市議会にて「ゆめタウン」の町名が承認された。
ゆめタウンの初代ロゴが廃止されてからも、しばらくは看板に初代のロゴを使用していたが、2005年に外壁塗装が変更された際、現在のものに差し替えられた。その後、2010年に再び外壁塗装が変更された。

## 歴史

### 当初構想
長府地区の中心市街地にある長府商店街では、前出のシーモール下関やサンパークおのだなど、車で30分ほど離れた地域への大型商業施設進出が相次ぎ、消費者の流出への危機感を強めていた。地元の消費者アンケートでも大型ショッピングセンターが必要との意見が多く、商店主の98パーセントが地元主導での開発に賛同し、商店街自らによる開発計画が始動した。
同時期、長府駅の貨物輸送廃止に伴い、同駅に隣接する引き込み線跡地約2千坪、および官舎跡地500坪の敷地が不要となることがわかり、国鉄と交渉し同地を賃貸する形でショッピングセンターの開発を決めた。地元だけの市場方式では集客力に欠けるため核店舗を導入することを決め、山陽ジャスコや丸久などの進出意向を受けて最終的に山口県内企業でもある丸久を選定した。
交渉を進めるに際し、国鉄側から敷地の条件を賃貸ではなく売却に変更するよう要請があり、商店街側も承諾。売却を受けるためには具体的な計画案が必要とされたため、船場SC綜合開発研究所に依頼して1984年（昭和59年）2月、地元主導による長府駅前ショッピングセンター計画を作成した。この際、国鉄側から商店街ではない受け入れ態勢が必要との指導を受け、開発主体として同年3月に設立されたのが前述の「長府商業開発株式会社」である。
さらに、国鉄側は民間へ直接の払い下げは不可能との見解を示したため、1985年（昭和60年）10月、長府自治連合会、長府東部自治連合会、ならびに商業関係5団体の同意のもと地元要望として下関市長へ陳情を行い、下関市経済観光部が用地交渉にあたることになった。しかし国鉄分割民営化に伴い予定地が国鉄清算事業団へ移管され、交渉は凍結された。そこで代替地として選定されたのが、長府駅の北東を通る小月バイパスに隣接し、後にゆめタウン長府となる長府才川の塩田跡地であった。

### 「ゆめタウン」としての計画
塩田跡地の用地交渉を持ちかけたところ、地権者側は50人以上で構成する地主会を結成して一括売却のみ応じると回答した。前述の国鉄用地の10倍規模である2万坪の敷地を地元のみで買収するのは困難であるため、新たに開発パートナーとなる企業を探すことになった。
一方、イズミは当時、下関市勝山地区の新下関駅前に進出を計画しながら交渉が難航していた。そこで同社社長の山西義政と長府商業開発社長の谷川典且で面談の上、イズミが核テナントとして地元主導のショッピングセンターへ出店することが決定。1987年（昭和62年）12月に両社間の基本協定を調印した。
これを受け用地交渉に臨み、前述のネーミング決定を経て「ゆめタウン長府」として大規模小売店舗法に基づく届出について1989年（平成元年）3月に地権者と同意。4月、下関商工会議所、下関市、山口県、広島通商産業局、また長府地区の商業5団体に対して出店を表明した。
5月、商工会議所の指導を受けて半径6キロメートル圏内の商店街組合への事前説明会を依頼。自治連合会や婦人会など各種団体の同意、地元商店や商社220社の賛同を得て、9月に改めてこの経緯を商工会議所、市、県、通産局へ報告し、地元商店街側として1万9500平方メートルの売り場面積を商業活動調整協議会（商調協）に提案した。
長府商業開発は、地元自治会や商業者が結束して取り組む事業であり届出面積の満額を認めるよう陳情したが、商調協は下関市に今以上の大型店は必要ないとして届出面積を半分以下にカットし、初年度はイズミが5000平方メートル、地元店が3000平方メートルとの条件にて結審した。あわせてイズミ部分は2年目、3年目にそれぞれ1000平方メートル、地元部分は初年度から増床可能であるが、地元店舗と全国チェーンの比率が6対4を超えないことが定められた。

### 開業後の推移
開業日は1993年（平成5年）6月20日を予定していたが、近隣にある下関競艇場の開催日と重なるため同日は竣工式のみとし、6月24日に正式開店、同日よりオープニングセールを行った。当時の下関市ではイズミの知名度が低かったこともあり、宇部市から長門市に至る山口県西部一円で飛行機による広告宣伝飛行を行ったところ関門海峡対岸の北九州市からも集客に繋がり、初日集客は約10万人、売上1.5億円を記録して、日本銀行下関支店が成功例として調査に来るなど関心を集めた。
開業翌年から第2期計画が進められ、1994年（平成6年）6月に敷地内の独立店舗としてナカイ、ダイイチ（後のデオデオ、エディオン）が出店。同じく敷地内のゲームセンターや飲食店などと合わせたパワーセンター的ショッピングセンターとしての展開を構想した。2002年（平成14年）に品揃えの強化と設備の充実を図り、本館国道側の増築工事を進め、フードコートや屋上駐車場などを新設、9月1日リニューアルオープンした。
また同年7月、イズミの連結子会社となっていた長府商業開発は「株式会社ゆめタウン熊本」に商号を変更、ニコニコ堂から4店舗を賃借して熊本県にて店舗を運営する地域法人となり、ゆめタウン長府はイズミの直営施設となった。なお、ゆめタウン熊本は2008年（平成20年）9月にイズミ本体へ吸収合併され、長府商店街の地元デベロッパーとして設立された流れを汲む同法人は消滅した。
ゆめタウン長府の出店はその周辺における大規模商業施設の相次ぐ進出の契機となり、2000年には大規模小売店舗立地法の施行に伴い前出の商調協が廃止され、大規模商業施設の立地が比較的容易になったこともあり、ゆめタウン長府からJR長府駅までの国道2号沿線がロードサイド店舗の並ぶ地域となっている。

## 店舗

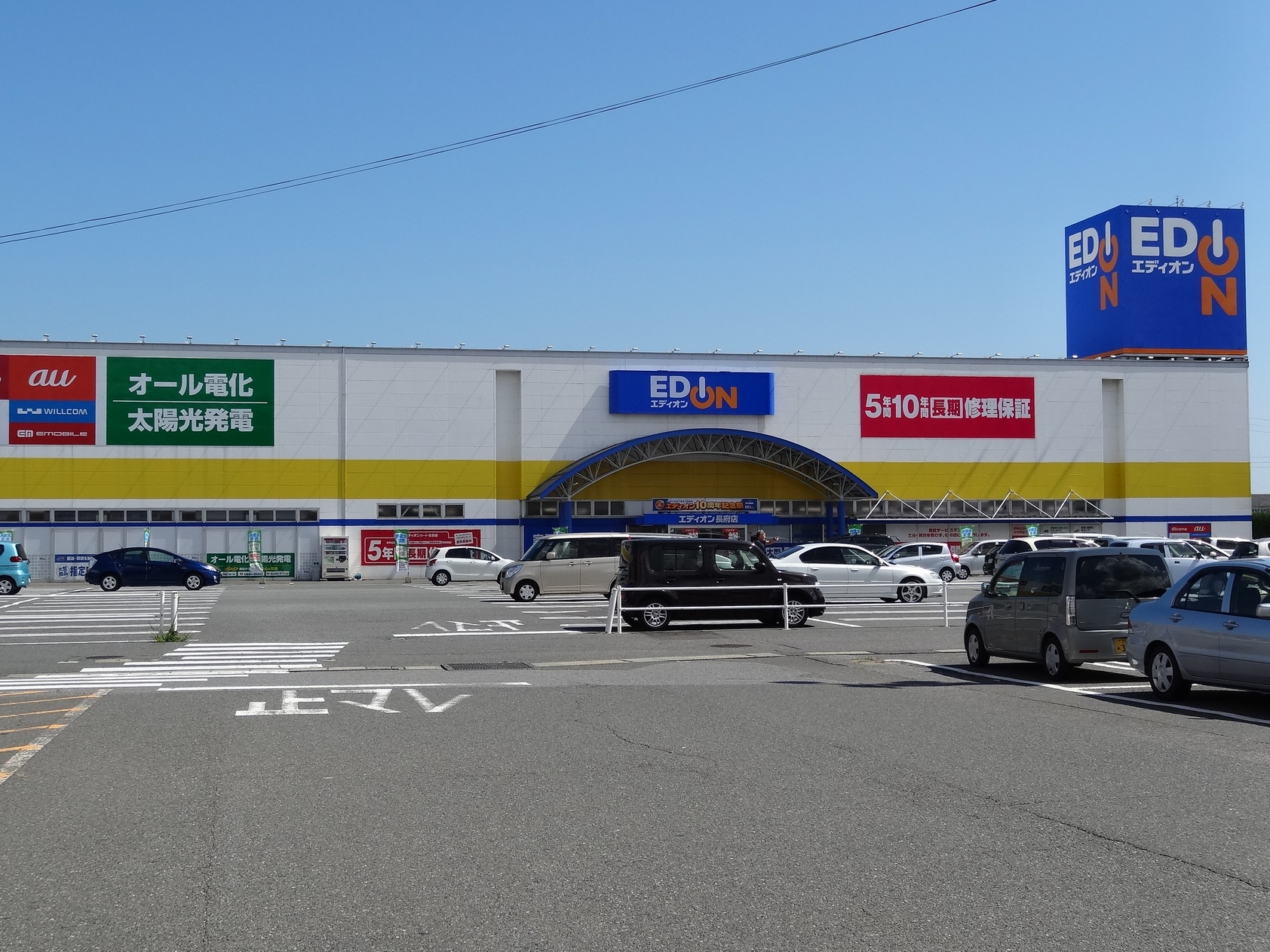
エディオン長府店

主なテナントを記載。詳細は公式サイト「フロアガイド」を参照。

### ゆめタウン長府・本館
- 1階　ファッション・フードコート・モバイルショップ・食料品のフロア
  - イズミ
  - 無印良品
  - ドコモ
  - ソフトバンク
  - ワイモバイル
  - メガネの田中
  - サイゼリヤ
  - モスバーガー
  - サーティーワンアイスクリーム
  - 保険ひろば
  - ザ・サードプラネット（外部棟に入居していたサンゲームス下関店を2020年9月に移転・改称[7]）
  - ATM（セブン銀行・ゆうちょ銀行・西中国信用金庫）
- 2階　ファッション・インポートのフロア
  - ザ・ダイソー
  - バースデイ
  - ハニーズ
  - 明林堂書店
  - カーブス
- 屋上　駐車場

### 本館以外の主要店舗（「下関市ゆめタウン」内）
- トイザらス下関店
- エディオン長府店
- ケンタッキーフライドチキンゆめタウン長府店
- イエローハット
- ドン・キホーテ

### 過去のテナント
- エコタウン長府ゆめタウン店（外部棟、2012年9月17日閉店）
  - 同年12月よりエコタウン新下関へ移転[8]。後継テナントは現在のドン・キホーテ。
- ミスタードーナツ（1階、2016年5月31日閉店）
- ゆめタウン長府簡易郵便局（1階、2017年7月1日廃止[9]）
- 下関市役所サテライトオフィスゆめタウン（1階、2014年3月23日廃止[10]）
  - サテライトオフィス廃止の理由として、下関市側は利用が少ないこと（他所の半分から6割程度）と、近隣住民の利用率が低いことを挙げている[11]。
- ライトオン（1階、2020年3月31日閉店）
  - 後継テナントはサードプラネット（サンゲームス下関店の移転扱い）
- セガワールドゆめタウン長府→BIG BANG 長府（エイト・レジャー物産運営）→サンゲームス下関店（外部棟）
  - サンゲームス下関店としては2020年8月まで当地で営業し、同年9月以降はゆめタウン長府1階でサードプラネットとして営業。
  - その後、2024年6月30日に営業終了。8月頃には2階に移動している。
- マクドナルド（1階、2022年10月10日閉店）
- 定食屋 百菜 旬（1階、2023年1月29日閉店）
- スペース田中（1階、2024年6月30日閉店）

## 交通アクセス
- JR西日本山陽本線長府駅からサンデン交通バス5分、「ゆめタウン長府」下車